# 백하나
백하나(2000년 9월 22일~)는 대한민국의 배드민턴 선수이다. 

## 경력
2000년 경상북도 김천시에서 태어났다. 김천동부초등학교 3학년 때 배드민턴을 시작했다. 이후 4학년 때 가족들과 함께 경상북도 청송군으로 이사를 가면서 청송초등학교로 전학을 갔다. 이후 청송초, 청송여중, 청송여종고를 졸업했다.
청송여중 재학 시절인 2015년 주니어 국가대표로 발탁되었고 그 해 10월 인도네시아 쿠두스에서 열링 아시아 주니어 선수권 대회에 참가하여 단식 8강에 올랐다. 같은 해 11월에는 페루 리마에서 열린 세계 주니어 선수권 대회에 참가했고 심예림과 짝을 이뤄 출전한 여자 복식에서 32강까지 올랐다. 이듬해인 2016년 7월에는 태국 방콕에서 열린 아시아 주니어 선수권 대회에 참가하여 여자 단식 16강에 올랐다.